# لولا بلانك
 كانديس ميلوناكوس (بالإنجليزية: Lola Blanc)‏ (مواليد 20 ديسمبر 1987) معروفة فنيا باسم لولا بلانك، مغنية، كاتبة اغاني، ممثلة و عارضة أميركية .ظهرت كممثلة، في عمل قصة رعب أمريكية (2011).

## روابط خارجية
- الموقع الرسمي
- لولا بلانك على موقع IMDb (الإنجليزية)
- لولا بلانك على موقع ميوزك برينز (الإنجليزية)
- لولا بلانك على موقع ديسكوغز (الإنجليزية)
- لولا بلانك على موقع قاعدة بيانات الفيلم (الإنجليزية)